# Inspector Gadget (jeu vidéo)
Pour les articles homonymes, voir Inspecteur Gadget.
Inspector Gadget est un jeu vidéo de plates-formes et d'action développé par AIM et édité par Hudson Soft en décembre 1993 sur Super Nintendo. C'est une adaptation de la série animée Inspecteur Gadget.

## Système de jeu
Inspector Gadget est un jeu de plates-formes en deux dimensions dans lequel le joueur incarne l'inspecteur Gadget. L'objectif du jeu est de sauver Sophie qui s'est fait capturé par le Docteur Gang. Gadget a la possibilité d'utiliser huit gadgets différents qui sont, à certains moments, indispensables pour progresser. Il possède de plus quelques armes qui lui permettent de se défendre des ennemis présents dans les niveaux ainsi que des boss de fin de niveau. S'il se fait toucher par un ennemi, Gadget perd ses vêtements et se retrouve en caleçon, et s'il se fait toucher une seconde fois, il perd une vie.